# Pouncing

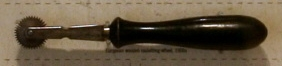
Nástroj, používaný jako trasovací kolečko

Pouncing je umělecká technika používaná pro kopírování obrazů. Je technika používaná pro vytváření kopií z náčrtu či hotového obrazu. Pouncing je po staletí běžnou technikou sloužící k vytváření kopií portrétů a dalších děl, které byly dokončeny jako olejomalby, rytiny a tak dále. Nejčastější metodou je položení pauzovacího papíru na původní obraz a následné sledování linií na originálním obrazu. Vytvoří se značky pomocí malých dírek na horním listu papíru. Papír s dírkami je položen na novou pracovní plochu. Prášek, jako je křída, grafit nebo pastel, je přenášen vytvořeným děrováním na pracovní plochu, čímž je vyznačen obrys originálu a vznikne základ pro budoucí kopii. Prášek se aplikuje tak, že se umístí do malého sáčku z látky jako je například plátno, a potom se nanáší na papír s otvory.

## Příklady pouncingu v umění

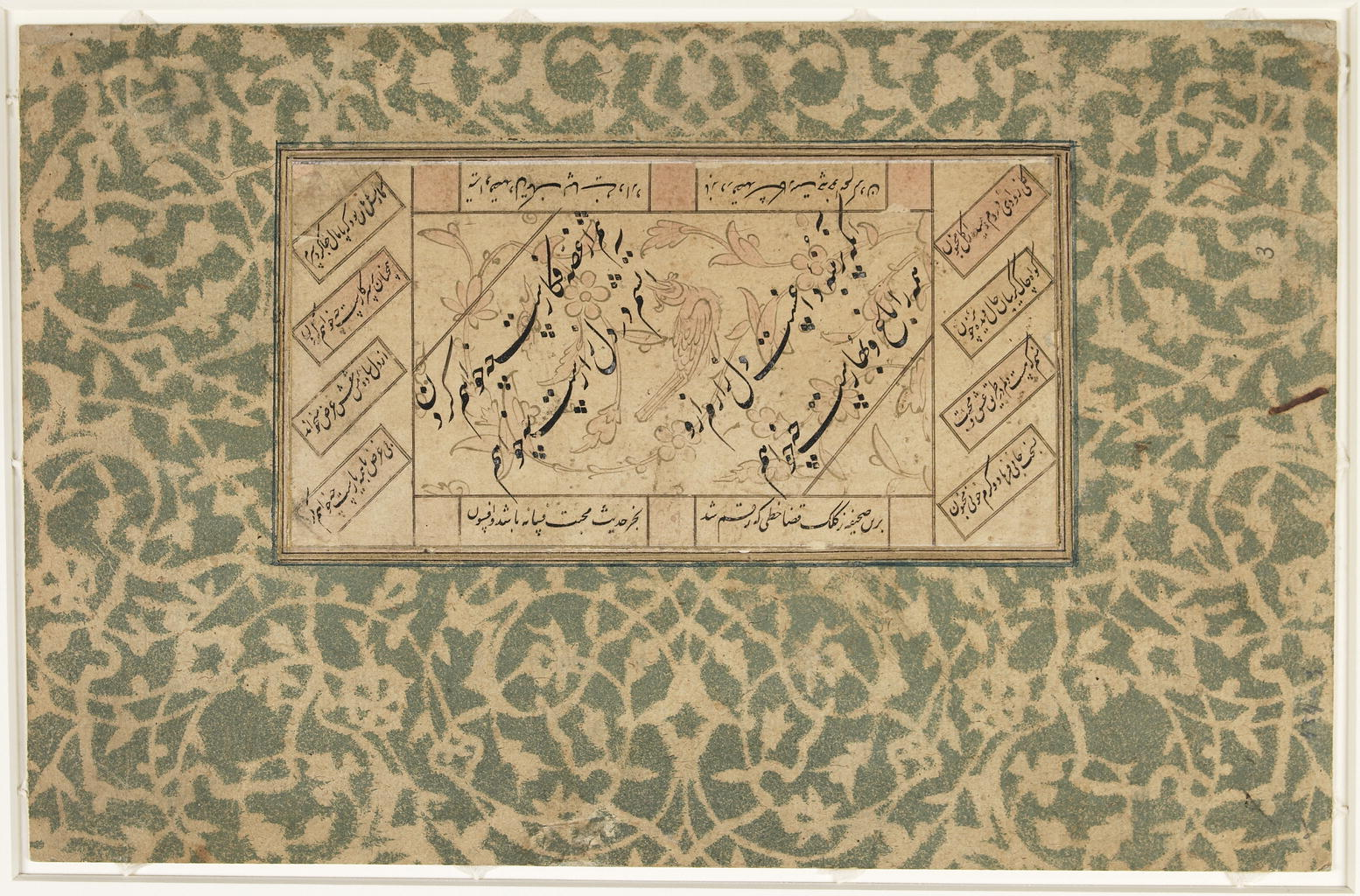
1. fragment kaligrafie, neznámý umělec, Írán, kolem 1500-1600.
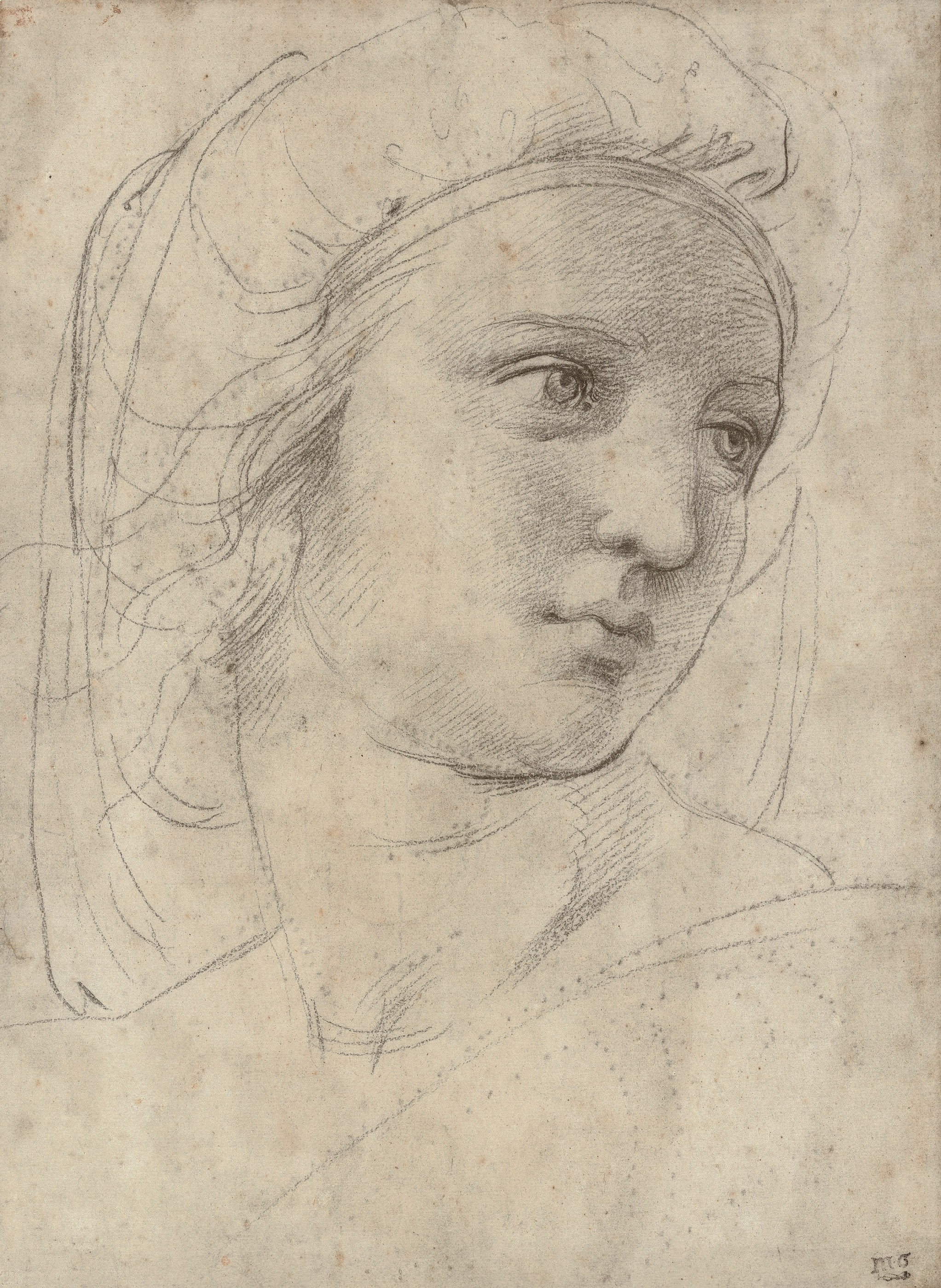
2. Hlava múzy Raphaello Sanzio, Itálie, kolem 1490.
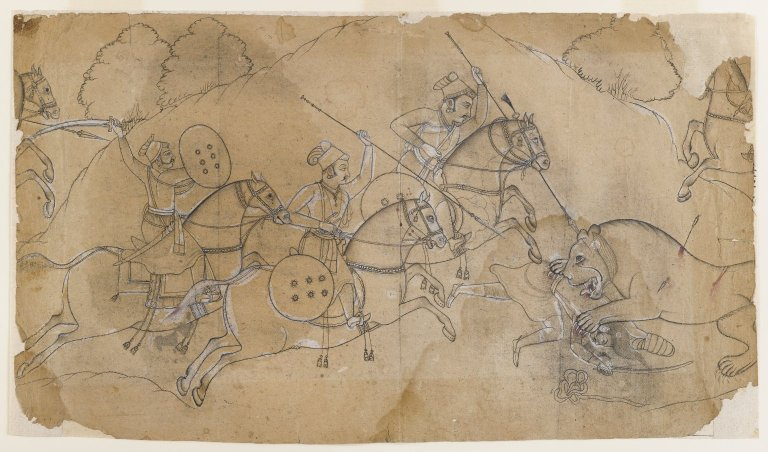
3. Lov na lva , neznámý umělec, Indie, kolem 1680 .
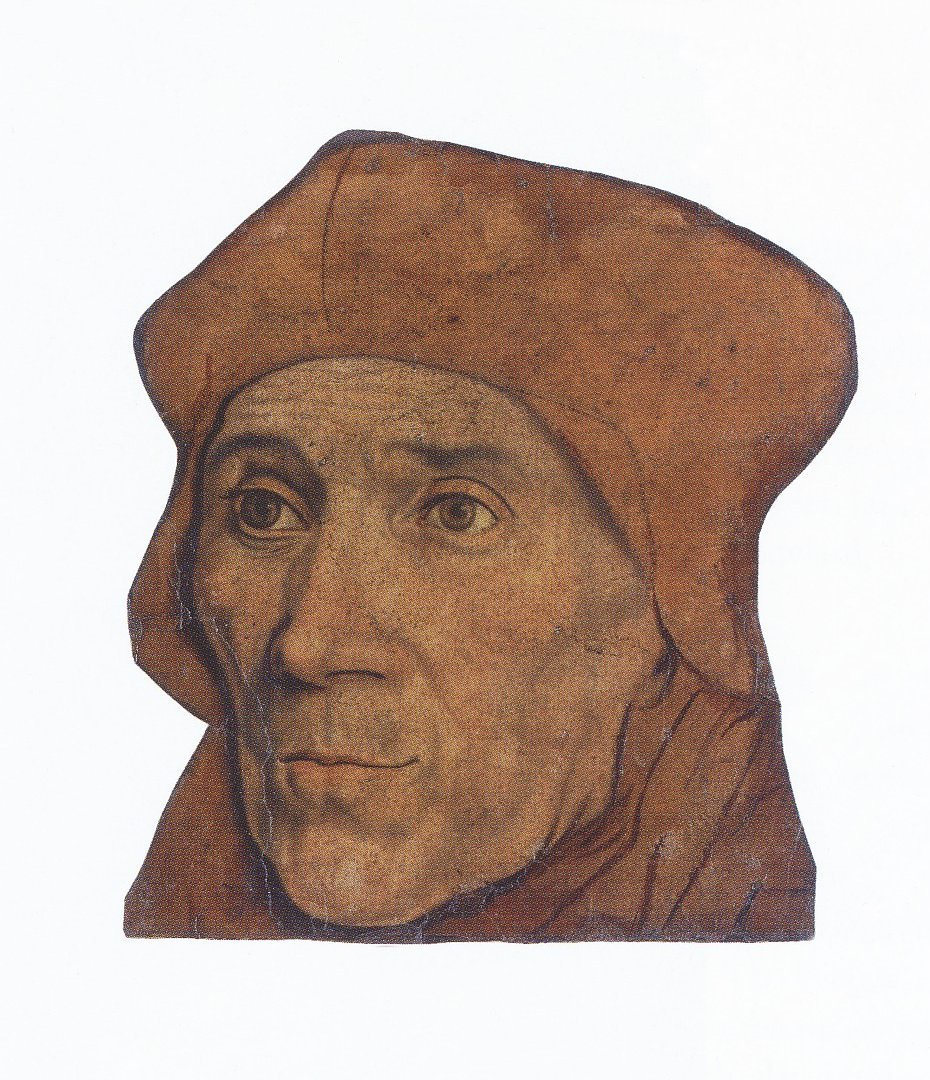
4. John Fisher, biskup z Rochesteru, podle Hanse Holbeina mladšího, Anglie, kolem 1570.
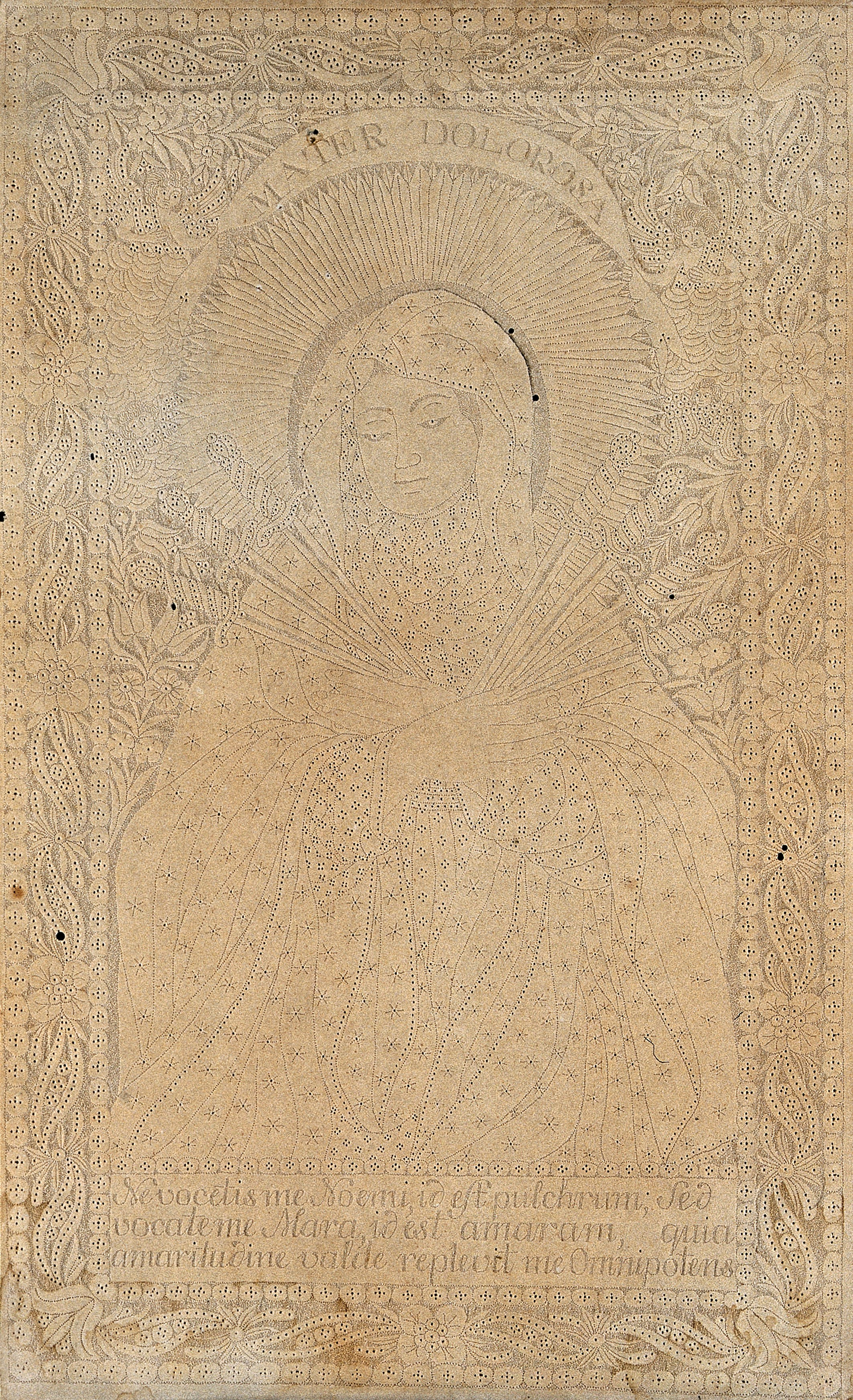
Panna Marie

1. Kaligrafie v černém v nápisu „nasta'liq“ na béžovém papíře vyzdobeném vzorem včel a listů namalovaným ve zlatě. Hlavní textový panel je ohraničen řadou dalších veršů v diagonálním i vertikálním směru tvořícím rám. Celá kompozice je přilepena na větší list papíru, zdobený zeleným lepeným motivem a opatřen lepenkou.
2.Černá křída nad značkami, stopy stylusu, vodoznak obklopený křížem Sv. Antonína .
3. Inkoust a barva na papíře
4. Původní kresba, která byla zesílena inkoustem byla použita jako vzorek pro množství kopií, včetně tohoto příkladu. Značky na obrysech odhalují, že tato kopie nebyla vytvořena z originálu, ale z jiné kopie. Ta byla dříve vytvořena na tenkém papíru, který byl vyříznut a přenesen na tlustší papír.
5. Panna Marie, pouncing